# Sand and Water (ER)
Sand and Water is de tweede aflevering van het zevende seizoen van de televisieserie ER, die voor het eerst werd uitgezonden op 19 oktober 2000.

## Verhaal
Dr. Carter keert terug op de SEH om weer aan het werk te gaan. Hij moet echter wel eerst akkoord gaan met de voorwaarden van dr. Weaver. Onder de voorwaarden zit ook de eis om regelmatig A.A. bijeenkomsten te bezoeken. Op de eerste bijeenkomst treft hij daar Lockhart en vraagt haar of zij zijn sponsor wil zijn, zij gaat met tegenzin akkoord.
Dr. Greene en dr. Corday zijn nu meestal samen in het huis van hem en het gaat niet altijd goed tussen hen. Dr. Greene laat haar een groter huis zien wat hij voor hen wil kopen. Zij krijgt nog een verrassing te verwerken als hij haar ten huwelijk vraagt, zij zegt meteen ja.
Dr. Benton en dr. Romano krijgen een conflict over een onverzekerde patiënt die een dialyse nodig heeft. Dr. Romano wil hem niet helpen omdat de patiënt regelmatig zijn dialyses mist en onverzekerd is.
Lockhart helpt een echtpaar die een vroeg geboren baby hebben gekregen zonder levensverwachting.
Dr. Weaver en dr. Kovac staan machteloos als zij een comateuze patiënte willen helpen, haar levenspartner mag geen rechterlijke beslissingen nemen over haar medische zaken.
Dr. Chen vertelt aan dr. Weaver dat zij nu 22 weken zwanger is.

## Rolverdeling

### Hoofdrollen
- Anthony Edwards - Dr. Mark Greene
- Noah Wyle - Dr. John Carter
- Laura Innes - Dr. Kerry Weaver
- Alex Kingston - Dr. Elizabeth Corday
- Paul McCrane - Dr. Robert Romano
- Goran Višnjić - Dr. Luka Kovac
- Michael Michele - Dr. Cleo Finch
- Erik Palladino - Dr. Dave Malucci
- Ming-Na - Dr. Jing-Mei Chen
- Eriq La Salle - Dr. Peter Benton
- Matthew Watkins - Reese Benton
- Amy Aquino - Dr. Janet Coburn
- Maura Tierney - verpleegster Abby Lockhart
- Conni Marie Brazelton - verpleegster Connie Oligario
- Gedde Watanabe - verpleger Yosh Takata
- Laura Cerón - verpleegster Chuny Marquez
- Kyle Richards - verpleegster Dori
- Dinah Lenney - verpleegster Shirley
- Emily Wagner - ambulancemedewerker Doris Pickman
- Brian Lester - ambulancemedewerker Brian Dumar
- Kristin Minter - Randi Fronczak

### Gastrollen (selectie)
- Rosemary Forsyth - Judy
- Gerry Black - Mr. Fletcher
- Diana Castle - Sandy Maggioso
- Nancy Linehan Charles - Glenda Walton
- Lara Harris - Regina Morgan
- Michael Raynor - Joseph Morgan
- Jim Jansen - neonatoloog
- Jana Arnold - A.A. Speaker
- Jeanne Chinn - Jennifer
- James Erps - priester
- James C. Victor - Patrick